# Die verlorene Zeit (2011)
Die verlorene Zeit ist ein 2011 unter der Regie von Anna Justice gedrehtes deutsches Filmdrama zum Holocaust. Die Hauptrollen sind mit Alice Dwyer, Mateusz Damięcki, Dagmar Manzel und Susanne Lothar besetzt. Das Drehbuch von Pamela Katz entstand unabhängig von Jerzy Bieleckis Buch Wer ein Leben rettet – Die Geschichte einer Liebe in Auschwitz. Im Vorspann des Films heißt es „Nach wahren Ereignissen“ und im Nachspann „Unser besonderer Dank gilt Jerzy Bielecki“.
Erst nach mehr als dreißig Jahren sieht sich das einstmalige Liebespaar Hannah und Tomasz, dem die Flucht aus dem Vernichtungslager Auschwitz-Birkenau gelungen war, wieder.

## Handlung
Die in New York lebende deutsche Jüdin Hannah Silberstein, inzwischen verheiratete Levine, die einst vor den Nationalsozialisten aus Europa floh, sieht im Jahr 1976 in einer Fernsehdokumentation Bilder eines Mannes. Sie erkennt in ihm ihren einstigen Geliebten, den Kapo Tomasz Limanowski, der ihr 1944 zur Flucht aus dem Konzentrationslager Auschwitz-Birkenau verhalf und ihr damit das Leben rettete. Er hatte sich über einen Gefangenen aus der Kleiderkammer eine SS-Uniform besorgt und auf diese Weise Hannah aus dem Lager geschleust, um sie zu „verhören“. Seit Hannah zum Ende des Krieges von Tomasz getrennt wurde, hielt sie ihn für tot. 
Nach Kriegsende wanderte sie aus und ist seit vielen Jahren mit einem Psychiater verheiratet, mit dem sie eine Tochter hat.
Der Fernsehbericht bringt Hannah so aus der Fassung, dass die Geburtstagsfeierlichkeiten, die am Abend zu Ehren ihres Mannes Daniel stattfinden, darunter leiden. Immer wieder holen Hannah prägende Erinnerungen an ihre Zeit mit Tomasz während des Zweiten Weltkriegs ein. Damals gelang es Hannah und Tomasz, sich zum Gut der Familie Limanowski durchzuschlagen. Dort hatten sich jedoch die Nazis breitgemacht. Der alte Stallmeister der Familie half Tomasz, der so auch seine Mutter Stefania wiedersah. Sie schloss ihren Sohn überglücklich in die Arme, wollte aber, dass er sich von Hannah trennt, aus Angst, dass sie als Jüdin alle in Gefahr bringen würde. 
Tomasz wollte dringend seinen Bruder Czeslaw sprechen, der Mitglied der Polnischen Heimatarmee war, einer militärischen Widerstandsorganisation. Hannah musste er bei seiner Mutter zurücklassen, da es zu gefährlich war, sie mitzunehmen, und sie zu diesem Zeitpunkt außerdem hohes Fieber hatte. Er versicherte ihr, in einigen Tagen zurück zu sein. Hannah erlitt während seiner Abwesenheit eine Fehlgeburt. Nachdem Stefanias Versuch, Hannahs Versteck an einen deutschen Offizier zu verraten, misslungen war, floh die junge Frau kurz darauf vor ihr. Auf dem Bauernhof von Czeslaws Ehefrau Magda fand sie Zuflucht. Als Czeslaw ohne Tomasz zurückkehrte, befürchtete Hannah, dass er tot sei. 
Nachdem Magda und Czeslaw von russischen Einheiten verschleppt worden waren, begab sich Hannah im eiskalten Winter zu Fuß in Richtung Westen und wurde von einem Rot-Kreuz-Konvoi aufgelesen. Tomasz hatte jedoch überlebt, wurde aber bei seiner Rückkehr von seiner Mutter belogen, die ihm erzählte, dass Hannah tot sei.
Ihre lange verdrängten Gefühle für Tomasz, die sie sich verboten hatte, als sie annehmen musste, er sei tot, veranlassen Hannah, ihre einst begonnene Suche nach ihm wieder aufzunehmen. Sie erfährt, dass er zusammen mit seiner Tochter in einer polnischen Kleinstadt lebt. Ein zwischen beiden geführtes Telefonat wühlt sowohl Hannah als auch Tomasz zutiefst auf. Hannahs Mann äußert, dass er geglaubt habe, mehr in das Geschehen einbezogen zu werden. Hannah lässt ihn in einem Brief wissen, dass er immer ihre große Liebe bleiben werde, aber sie sich mit Tomasz treffen müsse, um das damalige Geschehen abzuschließen. Dadurch, dass Tomasz lebe, fühle sie sich befreit, denn er habe sein Leben für sie riskiert.
Als Hannah aus dem Bus steigt, wartet Tomasz auf sie.

## Kritik
„Mittels der Rahmenhandlung und Rückblenden in die NS-Zeit wird eine durch die Wirren der Geschichte erschütterte Biografie beleuchtet. Dank einer dezenten Musik und der klar strukturierten Handlungsführung wird diese nicht sentimental aufgeladen, auch wenn die Dramaturgie bisweilen ins Holpern gerät.“

## Produktionsnotizen
Der Film hatte am 24. November 2011 in Deutschland seine Premiere im Kino. In den Vereinigten Staaten wurde der Film unter dem Titel Remembrance veröffentlicht.

## Auszeichnungen
- Beste Regie – Anna Justice, International Film Festival of Tamilnadu 2012
- Beste Bildgestaltung – Sebastian Edschmid, Warsaw Jewish Film Festival  2012
- Publikumspreis Bestes Drama, Los Angeles Jewish Film Festival 2012
- Publikumspreis Bester Film, Zagreb Jewish Film Festival 2012
- Publikumspreis Bestes Spielfilmdrama, London Jewish Film Festival 2011
- Publikumspreis Spielfilm, Hong Kong Jewish Film Festival 2011
- Publikumspreis Spielfilm, San Francisco Berlin & Beyond Film Festival 2011
- Publikumspreis beim Filmkunstfest Mecklenburg-Vorpommern 2011